# Джибриль
Джибри́ль (араб. جبريل‎) или Джабраи́л, Джибраи́л (араб. جبرائيل‎; в Каирском Коране) — один из четырёх особо приближённых к Аллаху ангелов-мукаррабун. Отождествляется с библейским архангелом Гавриилом.
Слово Джибриль состоит из двух древнесемитских слов — джибр («раб», «слуга») и ил («Бог»), и означает «Раб Аллаха».
Джибрилю также даны такие имена:
Амин аль-Вахи (верный посланник откровения),
Рух аль-Амин (дух верный),
Рух аль-Кудус (дух святой),
Намус Акбар (обладатель высочайшего достоинства)
и Тавус Малаика (ангел-павлин).

## Внешность
Джибриль может предстать перед посланниками Аллаха в различных образах. Иногда его описывают как существо огромного роста, чьи ноги на земле, а голова — в облаках. В одном из хадисов рассказывается об облике Джибриля: «…он спускался с неба и был настолько велик, что заслонял всё пространство между небом и землей». Чаще всего он являлся к пророкам и праведникам в образе мужчины (см. Хадис Джибриля).
В предании говорится, что у Джибриля шестьсот крыльев. Когда спускается на землю, он раскрывает четыре крыла. Возвращаясь обратно на небеса, использует остальные крылья.

## Коран
Джибриль является главным посредником между Аллахом и пророками, в том числе и Мухаммедом. В Коране он упоминается как покровитель Мухаммеда, который защищает его по велению Аллаха от неверующих. Через Джибриля Аллах ниспосылал Мухаммеду откровение — Коран.
Толкователи Корана относят к Джибрилю также такие обозначения как «дух» (ар-pyx), «дух святой» (рух аль-кудус), «дух верный» (ар-pyx аль-амин), «дух от повеления Аллаха» (рух мин амр Аллах). Аналогичные выражения употребляются в рассказах о пророке Исе (Иисус) и его матери Марьям (Мария); считается, что Коран связывает их и с Джибрилем.
Джибриль явился к Марьям, чтобы известить её о рождении сына.

## Сунна
В исламском предании (сунна) подробно описывается роль Джибриля в жизни пророка Мухаммеда. В течение 23 лет он передавал Мухаммеду по частям Коран. Джибриль оберегал и наставлял Пророка, сопровождал его во время «ночного путешествия» в Иерусалим. Он также помогал ему в богословских спорах и войне против мекканских язычников.
Согласно преданию, Аллах посылал Джибриля за землей для творения Адама. После изгнания Адама из рая Джибриль опекал его. Джибриль спасал Нуха (Ноя) и сына Ибрахима — Исмаила, обучил Юсуфа (Иосифа) множеству языков, научил Давуда (Давид) делать кольчуги, помогал Сулейману (Соломону), предрёк Закарии рождение Яхьи (Иоанна) и т. д.
Согласно преданию, Джибриль многократно сходил на землю:
- десять раз к Адаму;
- четыре раза к Идрису;
- двадцать три раза к Нуху;
- сорок шесть раз к Ибрахиму;
- четыреста восемьдесят раз к Мусе;
- двадцать четыре тысячи раз к Мухаммеду[4].

## Суфизм
Саид-афанди Чиркейский в «Истории пророков» сообщает, что Джибриль о своём возрасте отзывался так: «звезду, восходящую раз в 700 000 лет, я видел трижды». После изгнания Адама из Рая Джибриль научил первых людей земледелию и стрижке овец.